# Предслава Рюриківна
Предслава Рюриківна (пом. після 1204) — руська княгиня, донька великого київського князя Рюрика Ростиславича.

## Біографія
Була видана між 1170—1180 роками в шлюб із волинським князем Романом Мстиславичем, попри те, що була йому троюрідною сестрою. Князь Рюрик Ростиславич 1195 році через шантаж володимирського князя Всеволода ІІІ Велике Гніздо віддав йому п'ять волостей, наданих ним 1188 році своєму зятю Роману Мстиславичу після невдалого походу на Галичину. Це породило ворожість волинського князя, який близько 1198 року відіслав дружину Предславу до батька. Після 1199 року Роман вдруге одружився, справжнє ім'я другої дружини невідоме, на думку більшості вчених вона була візантійською принцесою Єфросинією-Анною. За підготовку військових походів проти Волині Роман Мстиславич у лютому 1204 році насильно постриг у монастир князя Рюрика з дружиною Анною і донькою Предславою.
У шлюбі з Романом Мстиславичем народила:
- Федора Романівна († після 1256), була видана в шлюб з Васильком, позашлюбним сином від попаді князя Володимира Ярославича, онука галицького князя Ярослава I Осмомисла.

- Олена Романівна († 1241), дружина князя св. Михайла Чернігівського.